# Anders Österling
Anders Österling, né le 13 avril 1884 à Helsingborg et mort le 13 décembre 1981 à Stockholm, est un poète, écrivain, traducteur et critique littéraire suédois. Entré à l'Académie suédoise en 1919, il en est le secrétaire perpétuel de 1949 à 1964.
Il était le fils de Hans Österling, secrétaire de rédaction du journal Skånska Dagbladet à Malmö. Son père, lorsqu'il travaillait comme journaliste à Helsingborg, où Anders Österling est né, était aussi l'éditeur d'August Strindberg et d'Ola Hansson. Anders Österling est inhumé au cimetière de l'église de Falsterbo.
Il travaille au Svenska Dagbladet de 1913 à 1919, puis au Stockholms-Tidningen (sv) de 1919 à 1935. Il reçoit le prix Bellman à deux reprises, en 1947 et en 1969.

## Jeunesse et études
Anders Österling a grandi à Malmö et était ami d'enfance avec Sture Berggren. Il rencontrait des difficultés en mathématiques à l'école, ce qui l'a conduit à quitter l'école publique de Malmö pour intégrer l'école élémentaire privée de Lund, où il fut enseigné par Ludvig Widell et David Bergendal, entre autres. Dès ses années de lycée, il écrivait déjà sur la littérature dans Svenska Dagbladet. Son professeur de suédois le dispensa même de la rédaction des dissertations pendant ses dernières années de lycée, en déclarant : « Je peux lire tes essais dans le journal. » Il obtint son diplôme de fin d'études secondaires à Lund en 1904. En 1907, il effectua un voyage d'études à Paris, où il assista aux conférences du philosophe Henri Bergson, qu'il considéra plus tard comme une influence déterminante.

## Carrière
En 1909, il fut embauché comme assistant extraordinaire à la bibliothèque universitaire de Lund (en même temps que Gunnar Carlquist). À cette époque, l'institution était dirigée par Carl af Petersens, et parmi ses collègues figuraient Bert Möller. Son cercle social à Lund comprenait notamment Bengt Lidforss, Fredrik Böök et Anders Trulson. En 1913, il fut promu assistant titulaire à la bibliothèque, et en 1914, il obtint une licence en philosophie, toujours à Lund. Il travailla à la bibliothèque de Lund jusqu'en 1919. Durant ses études, il vécut sur Svanegatan à Lund, où il était voisin de Christian Günther. Il fréquentait certains cercles littéraires comme Den yngre gubben et Tuakotteriet, bien qu'il n'en fût jamais membre.
De 1907 à 1918, il collabora à la section littéraire du journal Göteborgs Handels- och Sjöfartstidning. En 1919, il fut recruté comme chef de la rubrique littéraire de Svenska Dagbladet à Stockholm. Cette même année, il quitta Gyllenkroks allé à Lund pour s’installer à Stockholm, dans une villa située au 10 Nyängsvägen, dans le quartier d'Äppelviken. Il y vécut avec sa famille pendant près de dix-huit ans, de 1919 à 1936. Ces années à Äppelviken ont été décrites en vers dans son recueil de poésie Horisonter (1939).
En 1919, il fut élu au siège n°13 de l'Académie suédoise, en remplacement de Karl Alfred Melin. Il devint alors le plus jeune membre jamais admis à l'Académie et, avec 62 ans de présence, il détient le record de longévité parmi les « Dix-huit » académiciens. En 1936, il reçut le titre de docteur honoris causa en philosophie de l'université de Lund. Cette même année, il fut nommé rédacteur du journal officiel de l'Académie suédoise, Post- och Inrikes Tidningar, et rejoignit également Stockholms-Tidningen, où il resta jusqu'à la fermeture du journal en février 1966. Au cours de ses trente années à Stockholms-Tidningen, son intérêt pour la littérature étrangère ne cessa de croître. Vers la fin de sa vie, il collabora également avec Sydsvenska Dagbladet Snällposten.
En 1941, Anders Österling fut élu secrétaire perpétuel de l'Académie suédoise.

## Vie privée
En 1916, il épousa Greta Sjöberg (1886–1966), qui avait été précédemment mariée à l'écrivain Verner von Heidenstam.

## Œuvre littéraire
Selon Anders Österling lui-même, sa carrière d’écrivain a débuté avec des poèmes publiés sous pseudonyme dans le supplément hebdomadaire du Malmö-Tidningen. La plupart étaient des imitations d'Ola Hansson, Emil Kléen et K.G. Ossiannilsson. Il considérait son contact avec Ernst Norlind comme inestimable, et ses premiers poèmes furent publiés dans la revue Från Skåne, dirigée par Norlind, alors qu'il avait 19 ans.
Son premier recueil de poèmes, Preludier (1904), parut la même année où il devint étudiant et attira l'attention par sa forme lyrique foisonnante, son atmosphère romantique et son aspiration à la beauté, souvent exprimée sous forme d’hymnes. Il fut suivi des recueils Offerkransar (1905) et Hälsningar (1907), du drame lyrique Nattens röster (1906) et du récit en vers Döden inkognito (1908). Ces œuvres témoignent de la facilité avec laquelle la poésie lui servait de moyen d'expression et de sa capacité à puiser son inspiration dans l’émotion et la sensibilité.
Avec Årets visor (1907) et Blommande träd (1910), il chercha à se rapprocher du quotidien et à en exprimer la beauté poétique par une langue plus épurée et un style sobre. Après un voyage en Norrland (Norrlandsresan, 1908), il écrivit le conte dramatique Bäckahästen (1909), imprégné des paysages de Scanie. Le compositeur Kurt Atterberg donna plus tard le nom de cette œuvre à une de ses opéras.
Avec Facklor i stormen (1913), son registre s’élargit de manière inattendue : ce recueil explore une crise amoureuse douloureuse, incluant des facettes érotiques et des comportements parfois peu courtois du poète-narrateur. Sånger i krig (1917) fait écho à la Première Guerre mondiale, tandis que Idyllernas bok (1917) est un recueil de poésie mélodique, raffinée et empreinte d’un amour de la vie et de la beauté.
Rêveur et romantique dans son tempérament, il présente des affinités avec Per Daniel Amadeus Atterbom et l’école poétique anglaise des "Lake Poets". Il est aussi reconnu comme l’un des grands interprètes poétiques de la Scanie, dans un style indépendant de celui d'A.U. Bååth et d'Ola Hansson. Dans Fränder och främlingar (1912), il proposa des traductions raffinées de poètes anglais, français, italiens, allemands et danois. Il traduisit également Électre (1911) de Hugo von Hofmannsthal.
Ses ouvrages Människor och landskap (1910), Minuter och sekunder (1912) et Tidsstämningar (1916) contiennent des esquisses de voyage et des tableaux lyriques inspirés de divers pays, ainsi que des essais littéraires. Dagens gärning (1921) regroupe des articles de presse dans lesquels Österling se révèle comme un critique littéraire érudit, psychologue subtil et styliste raffiné. Il publia aussi de courtes monographies sur Karl Alfred Melin (Svenska Akademiens Handlingar från år 1886, vol. XXXI, 1920) et Carl August Hagberg (Svenska Akademiens Handlingar från år 1886, vol. XXXIII), cette dernière étant développée en un livre intitulé Carl August Hagberg (1921).
Ses Poèmes choisis (Valda dikter) parurent en 1914, avec une nouvelle sélection en 1919. Ses Œuvres poétiques complètes (Samlade dikter) furent publiées en deux volumes entre 1945 et 1946.
Anders Österling eut l’une des carrières littéraires les plus longues de l’histoire de la littérature suédoise. Il resta curieux et attentif aux jeunes générations et à leurs innovations littéraires. Son avant-dernier recueil, Sent i livet (1970), contient un poème sur les hippies de San Francisco, dans lequel, à 85 ans, il exprime son admiration pour la musique et les artistes de son époque. Un intérêt qui peut sembler naturel, au vu du caractère sensuel et parfois érotique de sa propre poésie à ses débuts.

## Critique littéraire et secrétaire perpétuel
En tant que critique littéraire dans la presse et secrétaire perpétuel de l’Académie suédoise, Österling fit également preuve d’ouverture envers la littérature moderne et le courant moderniste. Dans les années 1940 et 1950, lorsqu’il exerçait une influence considérable sur l’attribution du prix Nobel de littérature, le prestige de cette distinction augmenta et elle devint plus en phase avec la littérature contemporaine[^source nécessaire]. Il se lia d’amitié avec le poète Hjalmar Gullberg.
Lorsque le secret entourant les nominations au prix Nobel fut levé en 2012, on apprit que J.R.R. Tolkien avait été proposé pour le prix en 1961, mais rejeté par Österling au motif que sa prose n’était pas à la hauteur. Connu pour être un critique rigoureux et analytique, il intégrait néanmoins des considérations morales, politiques et stratégiques dans ses jugements sur les lauréats. Il fut notamment très critique envers les candidatures de Samuel Beckett et Vladimir Nabokov, et il s’interrogea sur la compatibilité de l’engagement communiste de Pablo Neruda avec les principes du prix Nobel.

## Œuvres littéraires
Anders Österling fut un écrivain prolifique, explorant la poésie, l’essai, la critique littéraire et la traduction. Son influence sur la littérature suédoise fut considérable, tant par ses propres œuvres que par ses traductions de grands auteurs européens.

### Poésie et fiction
- Preludier : dikter (Préludes : poèmes), 1904
- Offerkransar : dikter (Couronnes d’offrandes : poèmes), 1905
- Nattens röster : drama i fyra akter (Les Voix de la nuit : drame en quatre actes), 1906
- Prolog vid sydsvenska pressens soaréer i Malmö (Prologue aux soirées de la presse sud-suédoise à Malmö), 1906
- Hälsningar : dikter (Salutations : poèmes), 1907
- Årets visor (Chansons de l'année), 1907
- Döden inkognito : berättelse på vers (La Mort incognito : récit en vers), 1908
- Norrlandsresan : diktcykel (Voyage en Norrland : cycle de poèmes), 1908
- Bäckahästen : skånskt sagospel i fyra upptåg (Le Cheval du ruisseau : conte dramatique scanien en quatre actes), 1909
- Blommande träd : dikter 1907-1910 (Arbres en fleurs : poèmes 1907-1910), 1910
- Facklor i stormen : dikter (Flambeaux dans la tempête : poèmes), 1913
- Idyllernas bok (Le Livre des idylles), 1917
- Luther-sång vid Lunds universitets reformationsfest den 31 okt. 1917 (Chant de Luther pour la fête de la Réforme de l’université de Lund le 31 octobre 1917), 1917
- Sånger i krig (Chants en temps de guerre), 1917
- De sju strängarna : dikter (Les Sept cordes : poèmes), 1922
- Bordsvisa 3/1 1923 (Chanson de table du 3 janvier 1923), 1923
- Kantat vid jubileumsutställningen i Göteborg (Cantate pour l’exposition du jubilé à Göteborg), 1923
- Dikter / raderingar Jurgen Wrangel (Poèmes / gravures de Jurgen Wrangel), 1924
- Jordens heder : dikter (L’Honneur de la terre : poèmes), 1927
- Tonen från havet : dikter (Le Son de la mer : poèmes), 1933
- Livets värde : dikter (La Valeur de la vie : poèmes), 1940
- Årens flykt : dikter (La Fuite des années : poèmes), 1947
- Vårens löv och höstens : [dikter] (Feuilles de printemps et d’automne : poèmes), 1955
  - 2ᵉ édition augmentée, 1963
- Dikten och livet : essäer (La Poésie et la vie : essais), 1961
- Minnets vägar : [memoarer] (Les Chemins de la mémoire : mémoires), 1967
- Sent i livet : dikter (Tard dans la vie : poèmes), 1970
- Ögonblick : dikter 1971-78 (Instants : poèmes 1971-1978), 1978

### Essais et récits de voyage
- Människor och landskap : ett knippe studier och skisser 1904-1910 (Gens et paysages : un recueil d’études et d’esquisses 1904-1910), 1910
- Minuter och sekunder (Minutes et secondes), 1912
- Tidsstämningar : ett urval studier, artiklar och resebrev 1911-1916 (Humeurs du temps : sélection d’études, articles et lettres de voyage 1911-1916), 1916
- Minne av Karl Alfred Melin (Souvenir de Karl Alfred Melin), 1920
- Dagens gärning (L’Œuvre du jour), 1921-1931 (trois volumes d’essais et de critiques littéraires)
- Carl August Hagberg : minnesteckning (Carl August Hagberg : biographie), 1922
- En fläkt av Indien : skildringar från en orientresa våren 1923 (Un souffle d’Inde : récits d’un voyage en Orient au printemps 1923), 1923
- Levant : skildringar från en medelhavsresa våren 1924 (Le Levant : récits d’un voyage en Méditerranée au printemps 1924), 1924
- Nicolovius och Söderslätt : kring de gamla prästgårdarna i Skåne (Nicolovius et Söderslätt : autour des vieux presbytères de Scanie), 1925
- Tio års teater : 1925-1935 (Dix ans de théâtre : 1925-1935), 1936
- Horisonter (Horizons), 1939
- Esaias Tegnér : vid Lunds universitets minnesfest den 2 november 1946 (Esaias Tegnér : discours pour la commémoration de l’université de Lund le 2 novembre 1946), 1946
- Jacob Jonas Björnståhl : minnesteckning (Jacob Jonas Björnståhl : biographie), 1947
- Albert Ulrik Bååth : minnesteckning (Albert Ulrik Bååth : biographie), 1960
- Ola Hansson : minnesteckning (Ola Hansson : biographie), 1966
- Längtan till Italien (Nostalgie d’Italie), 1971

### Anthologies et recueils
- Valda dikter (Poèmes choisis), 1914
- Samlade dikter (Poèmes complets), 1925, 1945-1946
- Skånska motiv : dikter i urval (Motifs scaniens : poèmes choisis), 1950
- Hundra dikter (Cent poèmes), 1981
- Grinden åt havet : ett urval dikter 1904-1978 (La Porte vers la mer : sélection de poèmes 1904-1978), 1985

### Traductions
- Hugo von Hofmannsthal : Elektra (Électre), 1911
- Fränder och främlingar : ett häfte lyriska öfversättningar (Parents et étrangers : un recueil de traductions poétiques), 1912
- John Galsworthy : Broderskap (Fraternity), 1918
- Johann Wolfgang von Goethe : Ur min levnad: dikt och sanning (Poésie et vérité), 1923-1925
- Jean Giraudoux : Trojanska kriget blir inte av (La Guerre de Troie n’aura pas lieu), 1938
- Hermann Hesse : Själens spegel (Le Miroir de l’âme), 1941
- Thomas Mann : De ombytta huvudena (Les Têtes interverties), 1941
- Percy Bysshe Shelley : Den befriade Prometheus (Prometheus Unbound), 1942
- Eugenio Montale : Dikter (Poèmes), 1975
- François-René de Chateaubriand : Minnen från andra sidan graven (Mémoires d’outre-tombe), 1973